# Pilgrim
A Pilgrim a brit gitáros-énekes dalszerző Eric Clapton 1998-ban kiadott nagylemeze. Az album 1998. március 10-én jelent meg.
A Pilgrim az első olyan Eric Clapton album az 1989-ben megjelent Journeyman óta, amely új saját szerzeményeket tartalmaz. Clapton azt írja az önéletrajzi könyvében, hogy egy nagyon szomorú albumot szeretett volna készíteni és ehhez Simon Climie-t kérte fel közreműködőként. A lemez készítésének kezdetén már készen volt két dal – a My Father's Eyes és a Circus (eredeti címén Circus Left Town) –, amelyeket Clapton az 1991 márciusában négyéves korában tragikus körülmények között elhunyt Connor fia emlékére írt. Clapton utolsó együtt töltött napjukon cirkuszba vitte Connort – a kisfiú másnap kizuhant egy New York-i apartman ötvenharmadik emeletének ablakából és meghalt.
A Pilgrim című dal megjelent a Halálos fegyver 4 című film betétdalaként is.

## Az album dalai
| 1.    | My Father's Eyes | Eric Clapton                    |  | 5:24 |
| 2.    | River of Tears   | Eric Clapton, Simon Climie      |  | 7:22 |
| 3.    | Pilgrim          | Eric Clapton, Simon Climie      |  | 5:50 |
| 4.    | Broken Hearted   | Eric Clapton, Greg Phillinganes |  | 7:52 |
| 5.    | One Chance       | Eric Clapton, Simon Climie      |  | 5:55 |
| 6.    | Circus           | Eric Clapton                    |  | 4:11 |
| 7.    | Going Down Slow  | St. Louis Jimmy                 |  | 5:19 |
| 8.    | Fall Like Rain   | Eric Clapton                    |  | 3:50 |
| 9.    | Born in Time     | Bob Dylan                       |  | 4:41 |
| 10.   | Sick & Tired     | Eric Clapton, Simon Climie      |  | 5:43 |
| 11.   | Needs His Woman  | Eric Clapton                    |  | 3:45 |
| 12.   | She's Gone       | Eric Clapton, Simon Climie      |  | 4:45 |
| 13.   | You Were There   | Eric Clapton                    |  | 5:31 |
| 14.   | Inside of Me     | Eric Clapton, Simon Climie      |  | 5:25 |
| 75:33 |                  |                                 |  |      |

## Közreműködők
Az alábbi közreműködők segítségével készült az album:
- Eric Clapton – ének, gitár
- Simon Climie – dobgép programok, billentyűs hangszerek
- Steve Gadd – dob
- Paul Waller – dobgép programok
- Dave Bronze – basszusgitár
- Chris Stainton – Hammond-orgona
- Joe Sample – zongora
- London Session Orchestra – vonósok
- Nathan East – basszusgitár
- Luis Jardim – basszusgitár, ütőhangszerek
- Andy Fairweather-Low – gitár
- Paul Carrack – Hammond-orgona
- Greg Phillinganes – billentyűs hangszerek
- Paul Brady – furulya
- Pino Paladino – basszusgitár
- Chyna Whyne – háttérvokál
- Kenneth Edmonds – háttérvokál

## Fordítás
Ez a szócikk részben vagy egészben  a   Pilgrim című angol Wikipédia-szócikk ezen változatának fordításán alapul.  Az eredeti cikk szerkesztőit annak laptörténete sorolja fel. Ez a jelzés csupán a megfogalmazás eredetét és a szerzői jogokat jelzi, nem szolgál a cikkben szereplő információk forrásmegjelöléseként.